# Kyjov (Zadní Chodov)
Kyjov je malá vesnice, část obce Zadní Chodov v okrese Tachov v Plzeňském kraji. Nachází se asi tři kilometry jihovýchodně od Zadního Chodova. Prochází zde silnice II/201. Je zde evidováno 18 adres. V roce 2011 zde trvale žilo 41 obyvatel.
Kyjov leží v katastrálním území Kyjov u Zadního Chodova o rozloze 2,04 km².

## Historie
První písemná zmínka o vesnici pochází z roku 1523. V letech 1869 až 1910 byla ves vedena pod názvem Khoava. V letech 1938 až 1945 byl Kyjov v důsledku uzavření Mnichovské dohody přičleněn k nacistickému Německu.
Západně od vsi stojí na louce kaple, vedle které rostla Kyjovská lípa.

## Obyvatelstvo
| Rok            | 1869 | 1880 | 1890 | 1900 | 1910 | 1921 | 1930 | 1950 | 1961 | 1970 | 1980 | 1991 | 2001 | 2011 | 2021 |
| -------------- | ---- | ---- | ---- | ---- | ---- | ---- | ---- | ---- | ---- | ---- | ---- | ---- | ---- | ---- | ---- |
| Počet obyvatel | 206  | 228  | 216  | 231  | 242  | 233  | 212  | 77   | 76   | 69   | 63   | 45   | 44   | 41   | 48   |
| Počet domů     | 33   | 36   | 38   | 37   | 37   | 36   | 38   | 21   | 21   | 14   | 12   | 13   | 14   | 14   | 14   |

## Obecní správa
Při sčítání lidu v letech 1850–1889 Kyjov byl osadou obce Zadní Chodov v okrese Planá. V letech 1890–1959 byl samostatnou obcí, se kterým patřil nejprve do okresu Planá, ale v roce 1950 v okrese Mariánské Lázně. V letech 1960–1979 byl znovu částí obce Zadní Chodov v okrese Tachov. Od 1. ledna 1980 do 23. listopadu 1990 byl částí obce Chodský Újezd v okrese Tachov. Od 24. listopadu 1990 je opět částí obce Zadní Chodov v okrese Tachov.

## Galerie

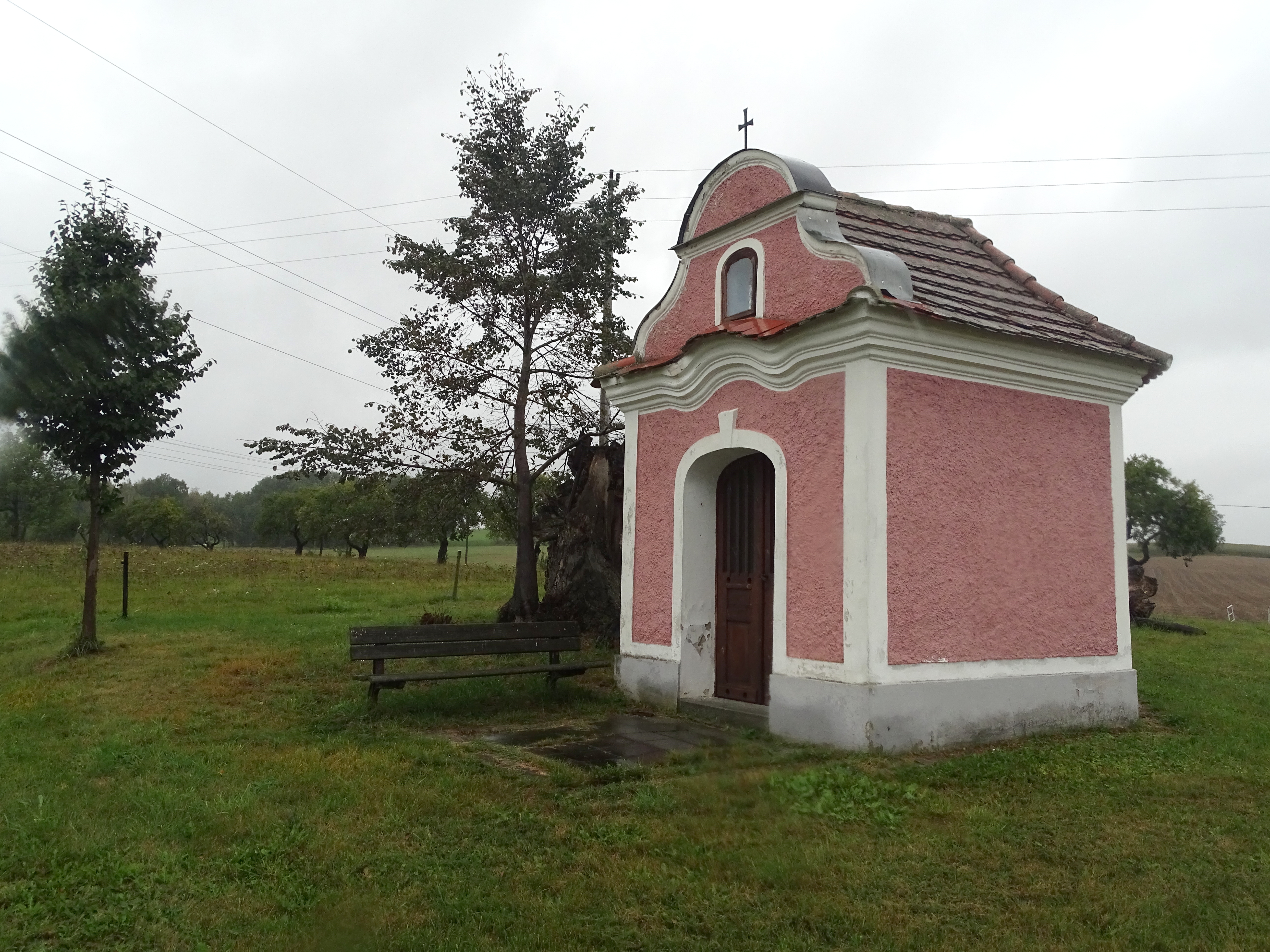
kaple za vsí
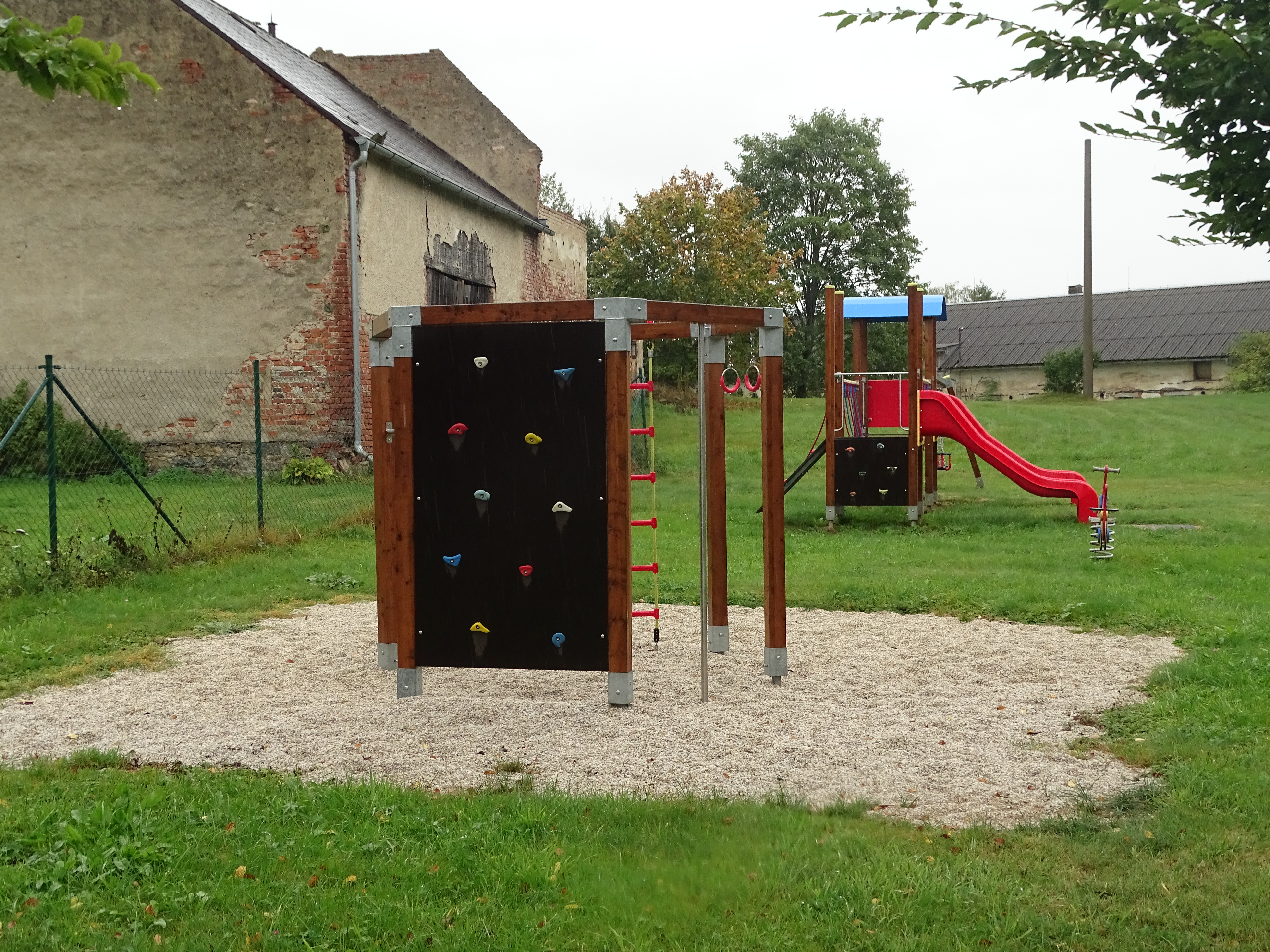
dětské hřiště
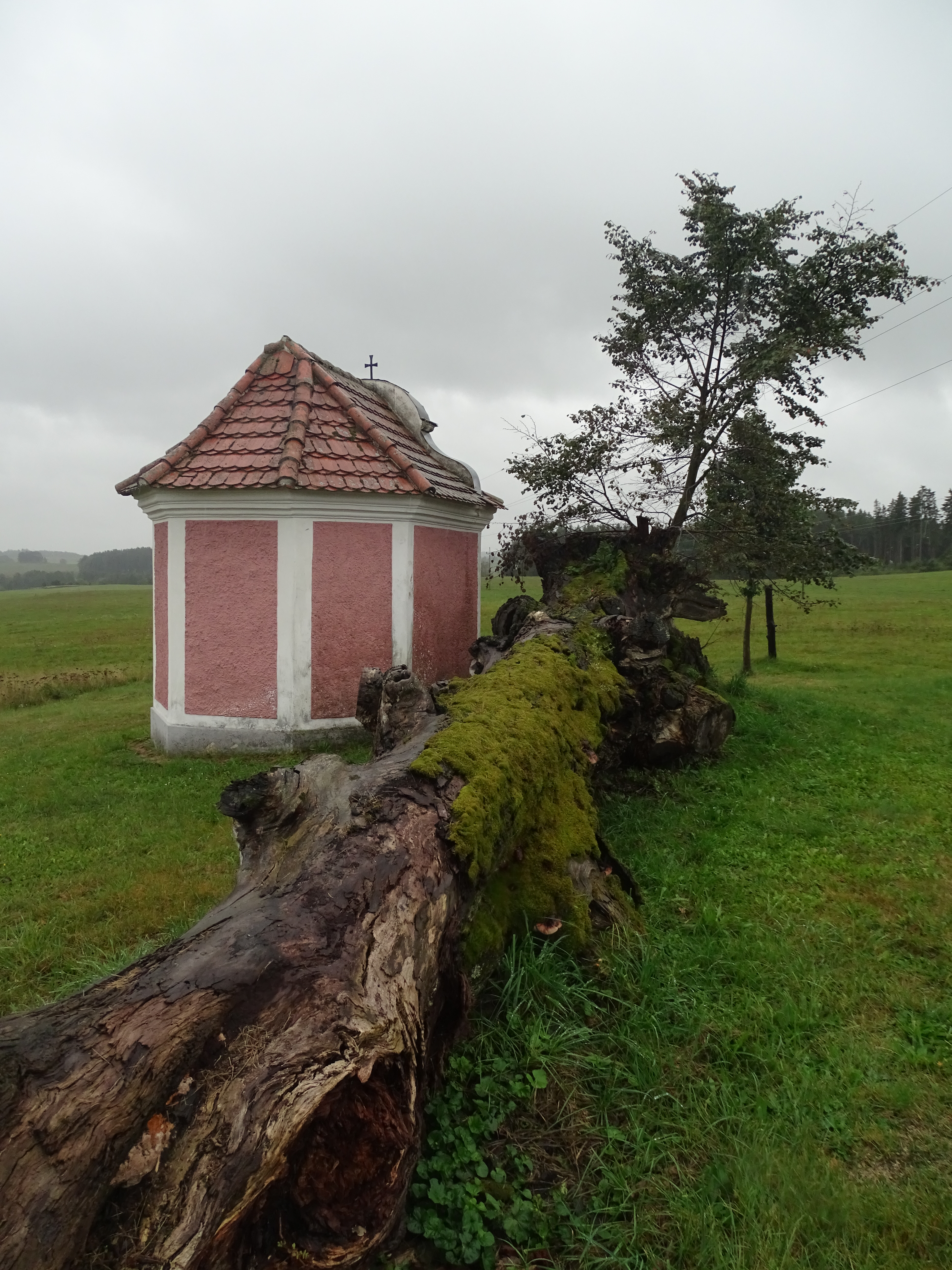
zbytky památné lípy
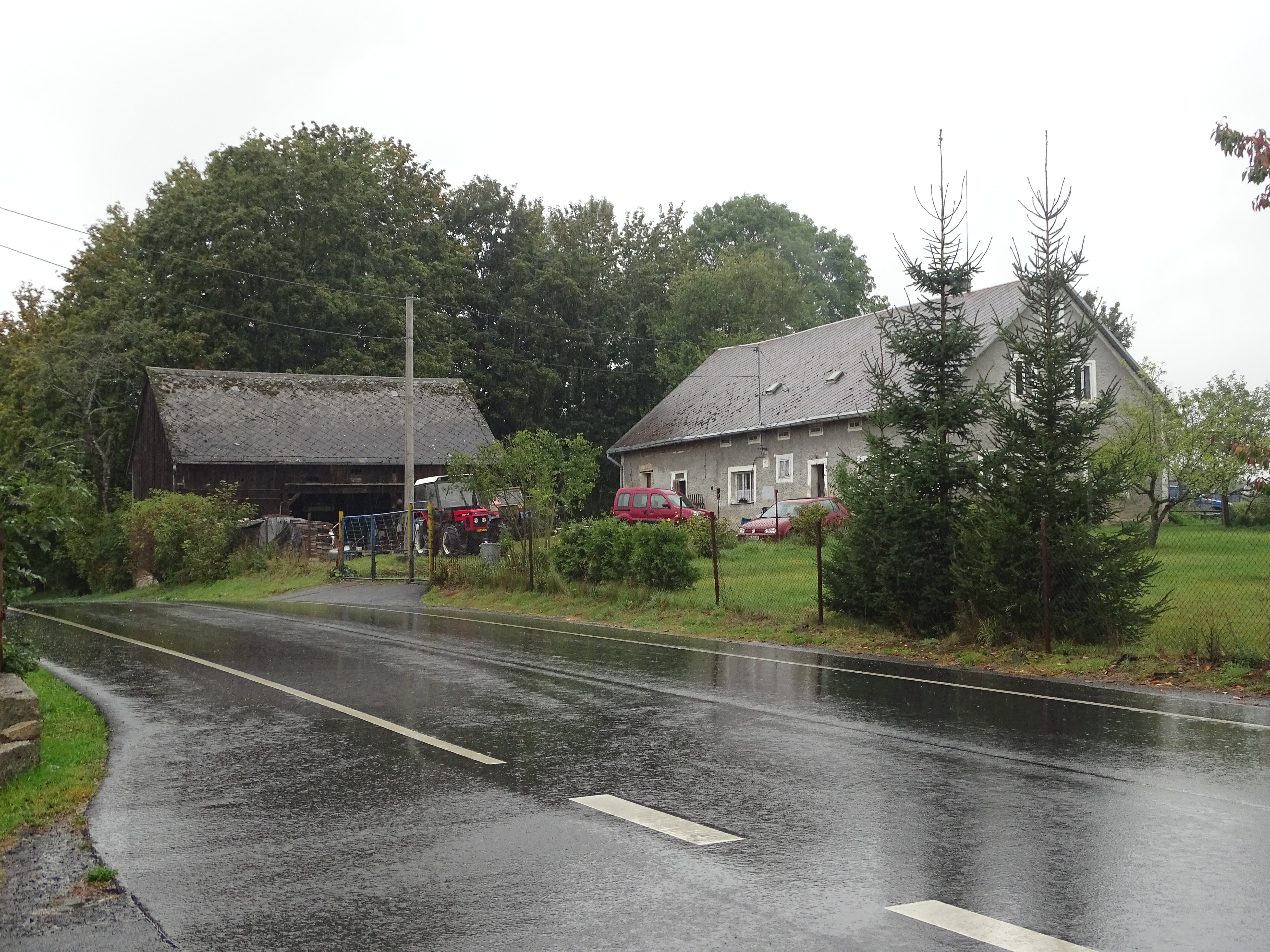
domy u silnice